# Šćitna
Koordinati:   43°54′43″N, 15°19′30″E
Šćitna je nenaseljen otoček v Zadarskem arhipelagu. Otoček leži okoli 3 km zahodno od Pašmana in okoli 0,3 km jugovzhodno od Sita. Površina otočka meri 0,318 km². Njegova obala je dolga 2,56 km. Najvišji vrh je visok 46 mnm.